# Carennac
Carennac est une commune française située en Vallée de la Dordogne dans le nord du département du Lot, en région Occitanie.
Elle est également dans le causse de Gramat, le plus vaste et le plus sauvage des quatre causses du Quercy.
Exposée à un climat océanique altéré, elle est drainée par la Dordogne, le Palsou et par deux autres cours d'eau. Incluse dans le bassin de la Dordogne, la commune possède un patrimoine naturel remarquable : un site Natura 2000 (la « vallée de la Dordogne quercynoise »), trois espaces protégés (le « cours lotois de la Dordogne », les « falaises lotoises (rapaces) » et le « géoparc des causses du Quercy ») et cinq zones naturelles d'intérêt écologique, faunistique et floristique.
Carennac est une commune rurale qui compte 426 habitants en 2022, après avoir connu un pic de population de 1 268 habitants en 1806.  Elle fait partie de l'aire d'attraction de Biars-sur-Cère - Saint-Céré. Ses habitants sont appelés les Carennacois ou  Carennacoises.

## Géographie

### Localisation
Carennac est situé à 50 km au nord-est de Gourdon. Cette petite commune est desservie par la gare de Bétaille, sur la ligne d'Aurillac à Brive-la-Gaillarde.
Outre le village chef-lieu, au bord de la Dordogne, la commune comprend le gros village de Magnagues, le hameau de Broche et quelques autres.
Le gouffre de Padirac et Rocamadour, haut-lieu de pèlerinage, ne sont qu'à quelques kilomètres.

### Communes limitrophes
Les communes limitrophes sont Bétaille, Floirac, Gintrac, Miers, Tauriac et Vayrac.
| Vayrac  | Bétaille |         |
| Floirac | Carennac | Tauriac |
|         | Miers    | Gintrac |

### Hydrographie
Carennac est baigné par la Dordogne. Une station hydrométrique, située au pied d'une des piles du pont, surveille la rivière.

### Climat
Pour des articles plus généraux, voir Climat de l'Occitanie et Climat du Lot.
En 2010, le climat de la commune est de type climat méditerranéen altéré, selon une étude s'appuyant sur une série de données couvrant la période 1971-2000. En 2020, Météo-France publie une typologie des climats de la France métropolitaine dans laquelle la commune est dans une zone de transition entre le climat océanique altéré et le climat de montagne ou de marges de montagne et est dans la région climatique Ouest et nord-ouest du Massif Central, caractérisée par une pluviométrie annuelle de 900 à 1 500 mm, maximale en automne et en hiver.
Pour la période 1971-2000, la température annuelle moyenne est de 13,3 °C, avec une amplitude thermique annuelle de 15,7 °C. Le cumul annuel moyen de précipitations est de 1 032 mm, avec 11,2 jours de précipitations en janvier et 7 jours en juillet. Pour la période 1991-2020, la température moyenne annuelle observée sur la station météorologique la plus proche, située sur la commune de Camps-Saint-Mathurin-Léobazel à 21 km à vol d'oiseau, est de 11,1 °C et le cumul annuel moyen de précipitations est de 1 432,2 mm,. Pour l'avenir, les paramètres climatiques de la commune estimés pour 2050 selon différents scénarios d’émission de gaz à effet de serre sont consultables sur un site dédié publié par Météo-France en novembre 2022.

### Milieux naturels et biodiversité

#### Espaces protégés
La protection réglementaire est le mode d’intervention le plus fort pour préserver des espaces naturels remarquables et leur biodiversité associée,.
La commune est dans le périmètre du « géoparc des causses du Quercy », classé Géoparc en mai 2017 et appartenant dès lors au réseau mondial des Géoparcs, soutenu par l’UNESCO,.
La commune fait également partie du bassin de la Dordogne, un territoire  reconnu réserve de biosphère par l'UNESCO en juillet 2012,.
Deux autres espaces protégés sont présents sur la commune : 
- le « cours lotois de la Dordogne », objet d'un arrêté de protection de biotope, d'une superficie de 569,6 ha[15] ;
- les « falaises lotoises (rapaces) », objet d'un arrêté de protection de biotope, d'une superficie de 6,6 ha[16].

#### Réseau Natura 2000

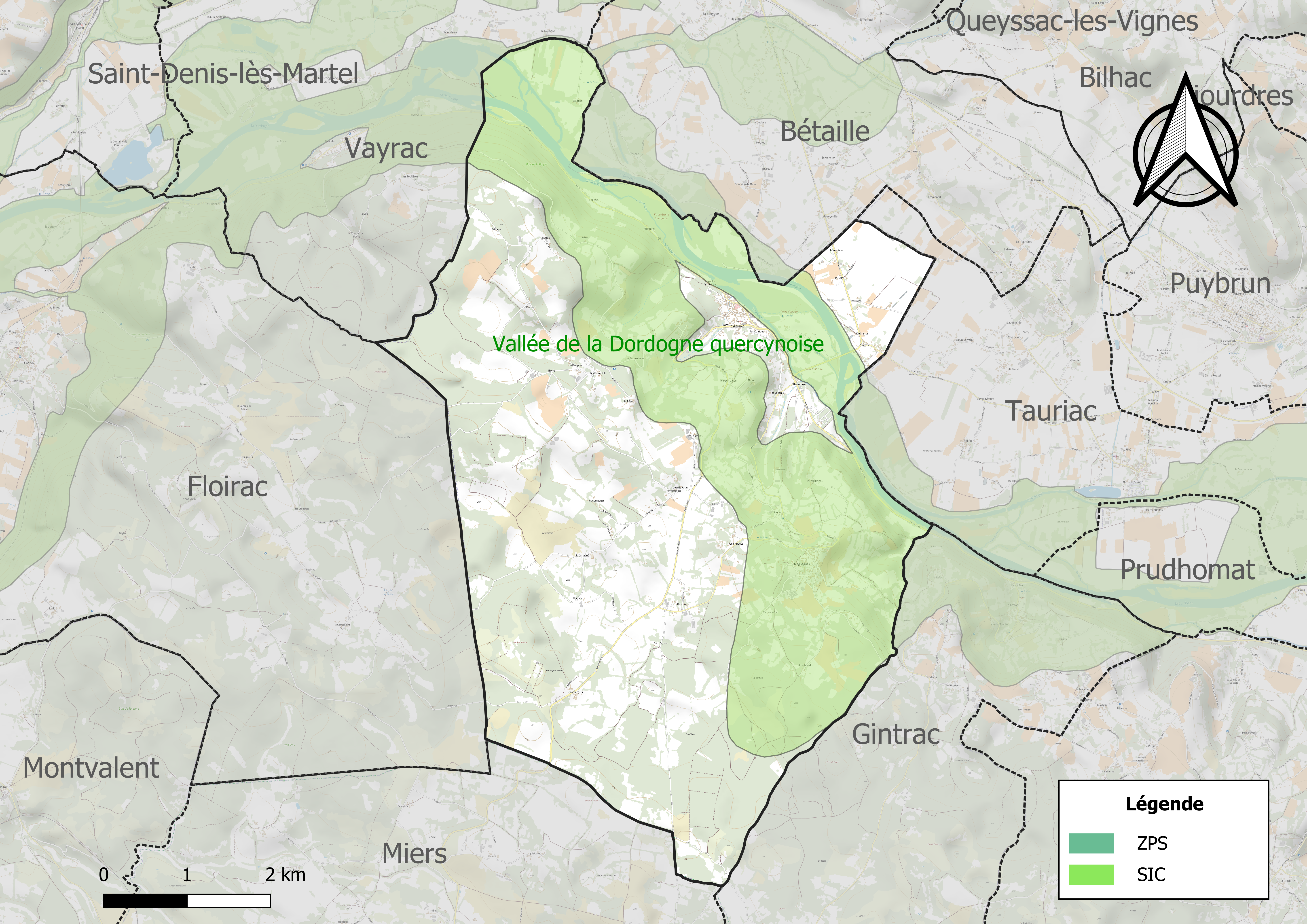
Site Natura 2000 sur le territoire communal.

Le réseau Natura 2000 est un réseau écologique européen de sites naturels d'intérêt écologique élaboré à partir des directives habitats et oiseaux, constitué de zones spéciales de conservation (ZSC) et de zones de protection spéciale (ZPS).
Un site Natura 2000 a été défini sur la commune au titre de la directive habitats : la « vallée de la Dordogne quercynoise », d'une superficie de 5 567 ha, qui présente des milieux aquatiques d'intérêt majeur et de un important éventail des milieux alluviaux qui abritent, outre un nombre significatif d'espèces de l'annexe II, de nombreuses espèces localisées à rares aux niveaux régional ou national.

#### Zones naturelles d'intérêt écologique, faunistique et floristique
L’inventaire des zones naturelles d'intérêt écologique, faunistique et floristique (ZNIEFF) a pour objectif de réaliser une couverture des zones les plus intéressantes sur le plan écologique, essentiellement dans la perspective d’améliorer la connaissance du patrimoine naturel national et de fournir aux différents décideurs un outil d’aide à la prise en compte de l’environnement dans l’aménagement du territoire.
Trois ZNIEFF de type 1 sont recensées sur la commune :
- « la Dordogne quercynoise » (2 081 ha), couvrant 24 communes dont deux en Corrèze, deux en Dordogne et vingt dans le Lot[21], qui comprend de nombreuses espèces déterminantes (soixante-six  animales et cinquante végétales) ;
- les « pelouses sèches et bois de la partie Nord du causse de Gramat et rivière souterraine de Padirac » (3 605 ha), couvrant 10 communes du département[22],
- les « pentes forestières d'Ourjac et Mézels » (167 ha), couvrant 3 communes du département[23] ;

et deux ZNIEFF de type 2, : 
- le « plateau et bassin d'alimentation du système karstique de Padirac » (10 133 ha), couvrant 11 communes du département[24] ;
- la « vallée de la Dordogne quercynoise » (8 758 ha), couvrant 28 communes[Note 4] : deux en Corrèze, deux en Dordogne et vingt-quatre dans le Lot[25].

Carte des ZNIEFF de type 1 et 2 à Carennac.
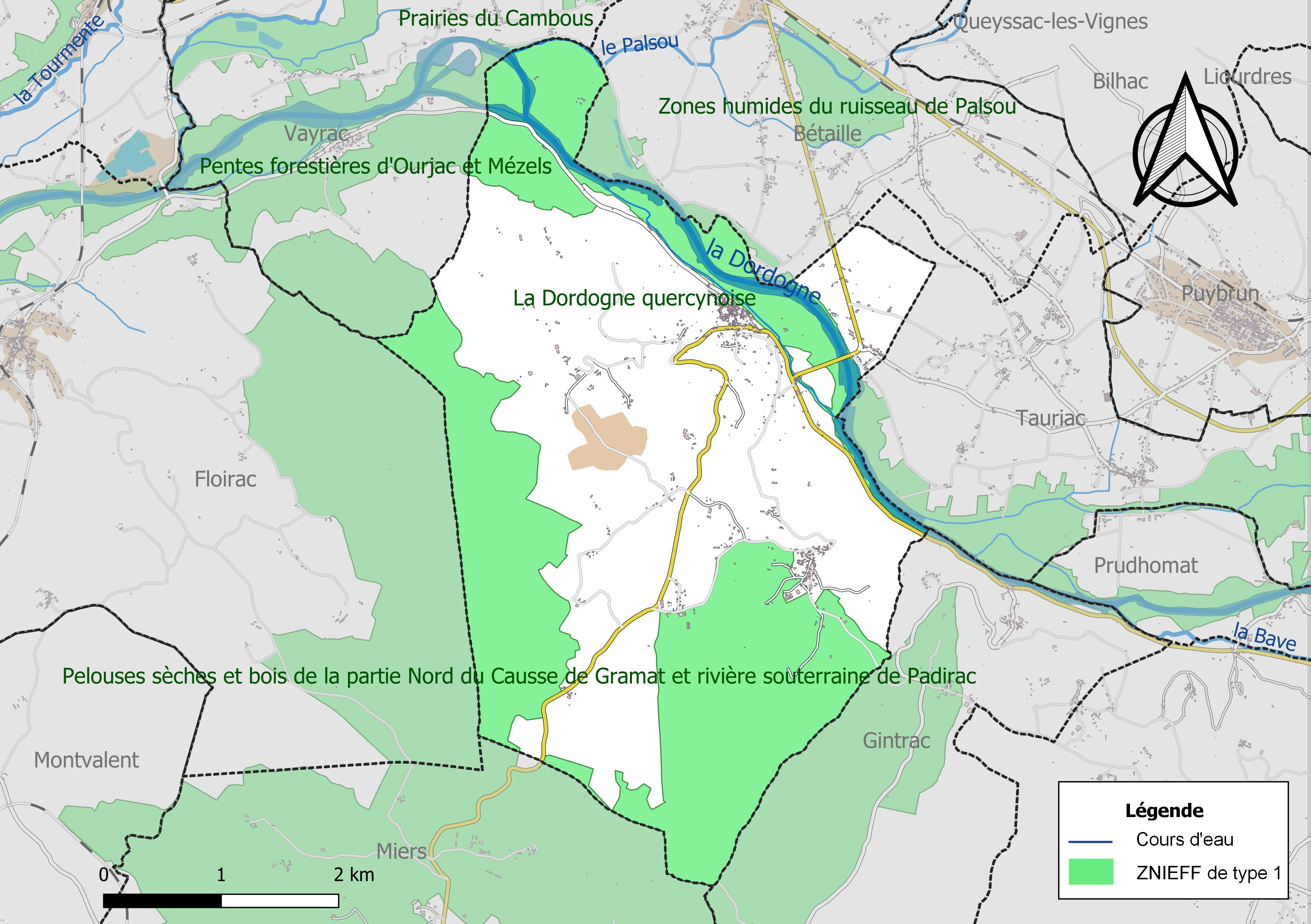
Carte des ZNIEFF de type 1 sur la commune.
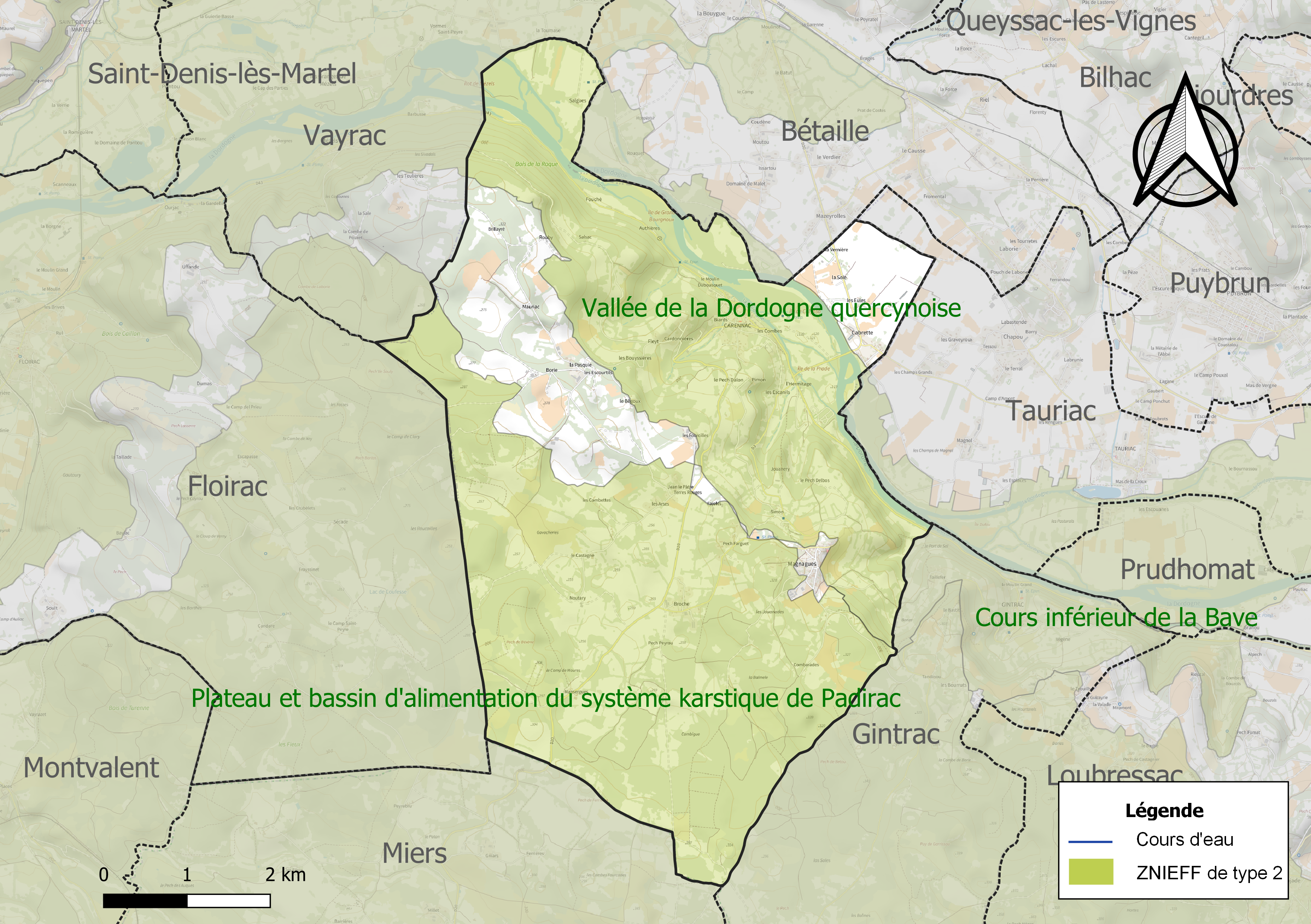
Carte des ZNIEFF de type 2 sur la commune.

## Urbanisme

### Typologie
Au 1er janvier 2024, Carennac est catégorisée commune rurale à habitat dispersé, selon la nouvelle grille communale de densité à sept niveaux définie par l'Insee en 2022.
Elle est située hors unité urbaine. Par ailleurs la commune fait partie de l'aire d'attraction de Biars-sur-Cère - Saint-Céré, dont elle est une commune de la couronne,. Cette aire, qui regroupe 49 communes, est catégorisée dans les aires de moins de 50 000 habitants,.

### Occupation des sols
L'occupation des sols de la commune, telle qu'elle ressort de la base de données européenne d’occupation biophysique des sols Corine Land Cover (CLC), est marquée par l'importance des territoires agricoles (50,4 % en 2018), en augmentation par rapport à 1990 (39 %). La répartition détaillée en 2018 est la suivante : 
forêts (37,4 %), zones agricoles hétérogènes (34,6 %), prairies (14,3 %), milieux à végétation arbustive et/ou herbacée (8 %), eaux continentales (4,2 %), cultures permanentes (1,6 %). L'évolution de l’occupation des sols de la commune et de ses infrastructures peut être observée sur les différentes représentations cartographiques du territoire : la carte de Cassini (XVIIIe siècle), la carte d'état-major (1820-1866) et les cartes ou photos aériennes de l'IGN pour la période actuelle (1950 à aujourd'hui).

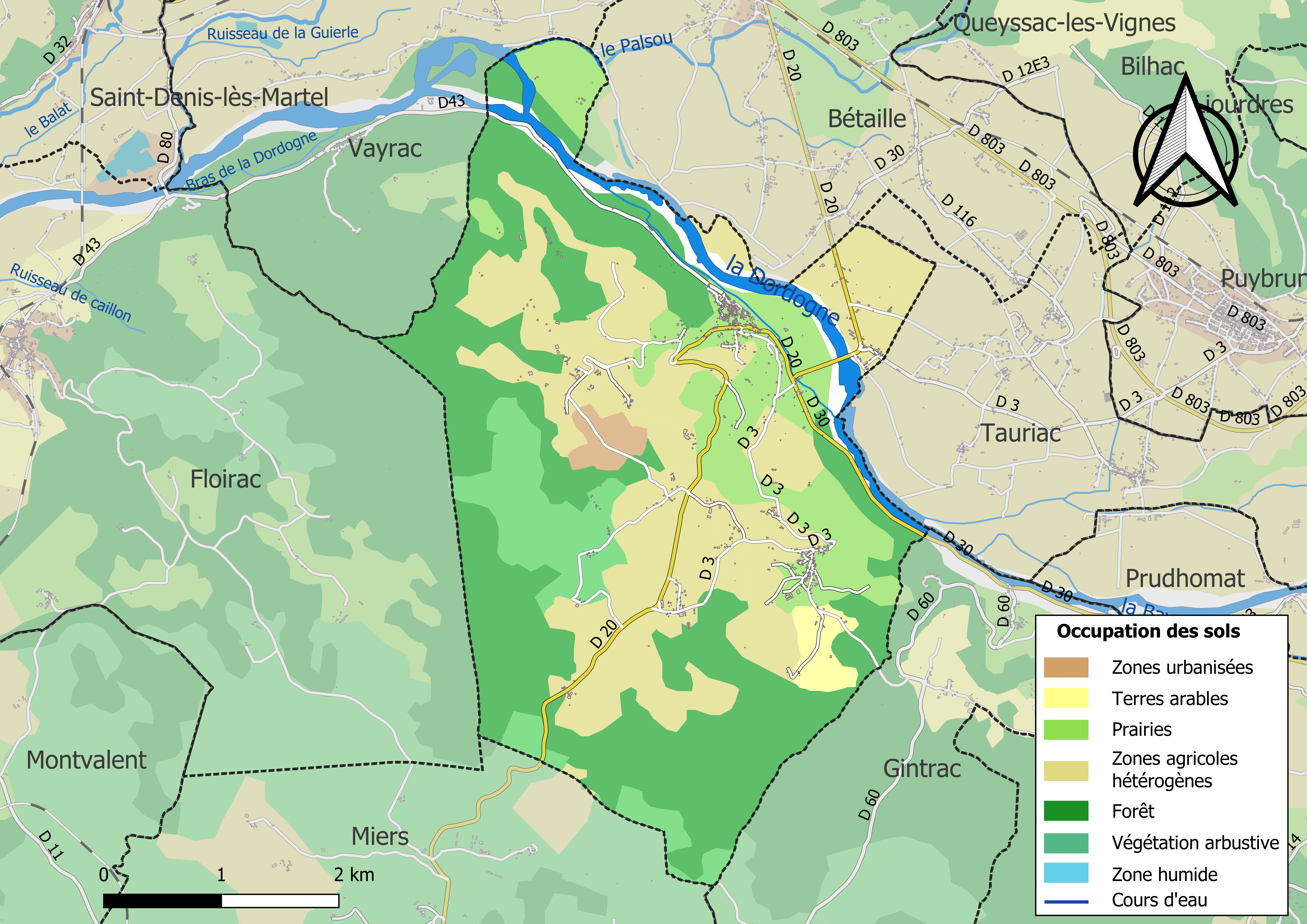
Carte des infrastructures et de l'occupation des sols de la commune en 2018 (CLC).

### Risques majeurs
Le territoire de la commune de Carennac est vulnérable à différents aléas naturels : météorologiques (tempête, orage, neige, grand froid, canicule ou sécheresse), inondations, feux de forêts, mouvements de terrains et séisme (sismicité très faible). Il est également exposé à un risque technologique, la rupture d'un barrage. Un site publié par le BRGM permet d'évaluer simplement et rapidement les risques d'un bien localisé soit par son adresse soit par le numéro de sa parcelle.

#### Risques naturels
Certaines parties du territoire communal sont susceptibles d’être affectées par le risque d’inondation par débordement de cours d'eau, notamment la Dordogne et le Palsou. La cartographie des zones inondables en ex-Midi-Pyrénées réalisée dans le cadre du XIe Contrat de plan État-région, visant à informer les citoyens et les décideurs sur le risque d’inondation, est accessible sur le site de la DREAL Occitanie. La commune a été reconnue en état de catastrophe naturelle au titre des dommages causés par les inondations et coulées de boue survenues en 1982, 1989, 1992, 1999, 2001 et 2010,.
Carennac est exposée au risque de feu de forêt. Un plan départemental de protection des forêts contre les incendies a été approuvé par arrêté préfectoral le 30 novembre 2015 pour la période 2015-2025. Les propriétaires doivent ainsi couper les broussailles, les arbustes et les branches basses sur une profondeur de 50 mètres, aux abords des constructions, chantiers, travaux et installations de toute nature, situées à moins de 200 mètres de terrains en nature
de bois, forêts, plantations, reboisements, landes ou friches. Le brûlage des déchets issus de l’entretien des parcs et jardins des ménages et des collectivités est interdit. L’écobuage est également interdit, ainsi que les feux de type méchouis et barbecues, à l’exception de ceux prévus dans des installations fixes (non situées sous couvert d'arbres) constituant une dépendance d'habitation.

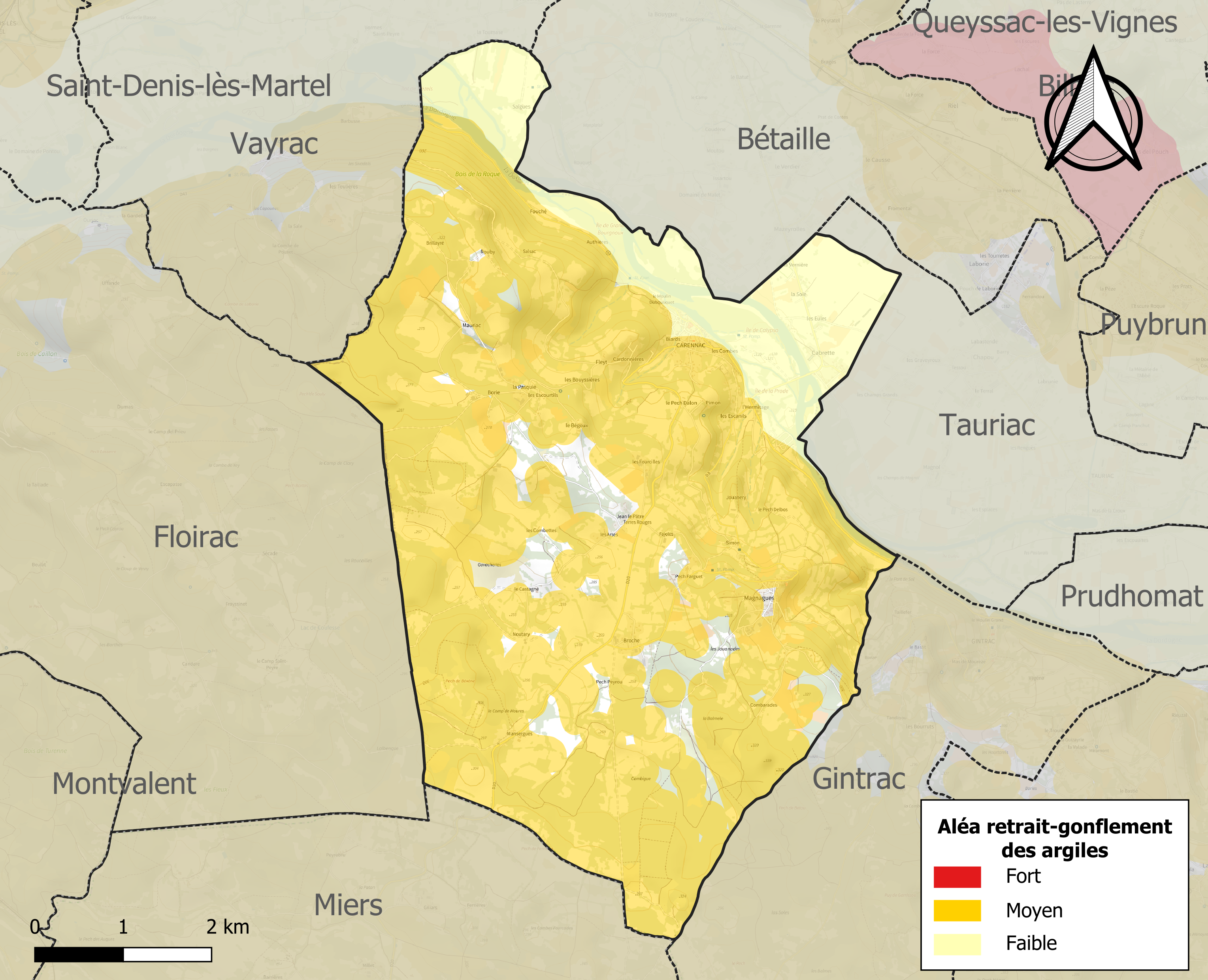
Carte des zones d'aléa retrait-gonflement des sols argileux de Carennac.

Les mouvements de terrains susceptibles de se produire sur la commune sont des affaissements et effondrements liés aux cavités souterraines (hors mines), des éboulements, chutes de pierres et de blocs et des glissements de terrain. Par ailleurs, afin de mieux appréhender le risque d’affaissement de terrain, l'inventaire national des cavités souterraines permet de localiser celles situées sur la commune.
Le retrait-gonflement des sols argileux est susceptible d'engendrer des dommages importants aux bâtiments en cas d’alternance de périodes de sécheresse et de pluie. 79 % de la superficie communale est en aléa moyen ou fort (67,7 % au niveau départemental et 48,5 % au niveau national). Sur les 358 bâtiments dénombrés sur la commune en 2019, 202 sont en aléa moyen ou fort, soit 56 %, à comparer aux 72 % au niveau départemental et 54 % au niveau national. Une cartographie de l'exposition du territoire national au retrait gonflement des sols argileux est disponible sur le site du BRGM,.
Par ailleurs, afin de mieux appréhender le risque d’affaissement de terrain, l'inventaire national des cavités souterraines permet de localiser celles situées sur la commune.
Concernant les mouvements de terrains, la commune a été reconnue en état de catastrophe naturelle au titre des dommages causés par la sécheresse en 1989, 2018 et 2019, par des mouvements de terrain en 1999 et par des glissements de terrain en 1992.

#### Risques technologiques
La commune est en outre située en aval des barrages de Saint-Étienne-Cantalès et de Bort-les-Orgues, des ouvrages de classe A disposant d'une retenue de respectivement 133 millions et 477 millions de mètres cubes,. À ce titre elle est susceptible d’être touchée par l’onde de submersion consécutive à la rupture d'un de ces ouvrages

## Toponymie
Le toponyme Carennac est basé sur un nom de domaine gallo-romain issu du nom gaulois Caros qui devint Carennus. La terminaison -ac est issue du suffixe gaulois -acon (lui-même du celtique commun *-āko-), souvent latinisé en -acum dans les textes.

## Histoire

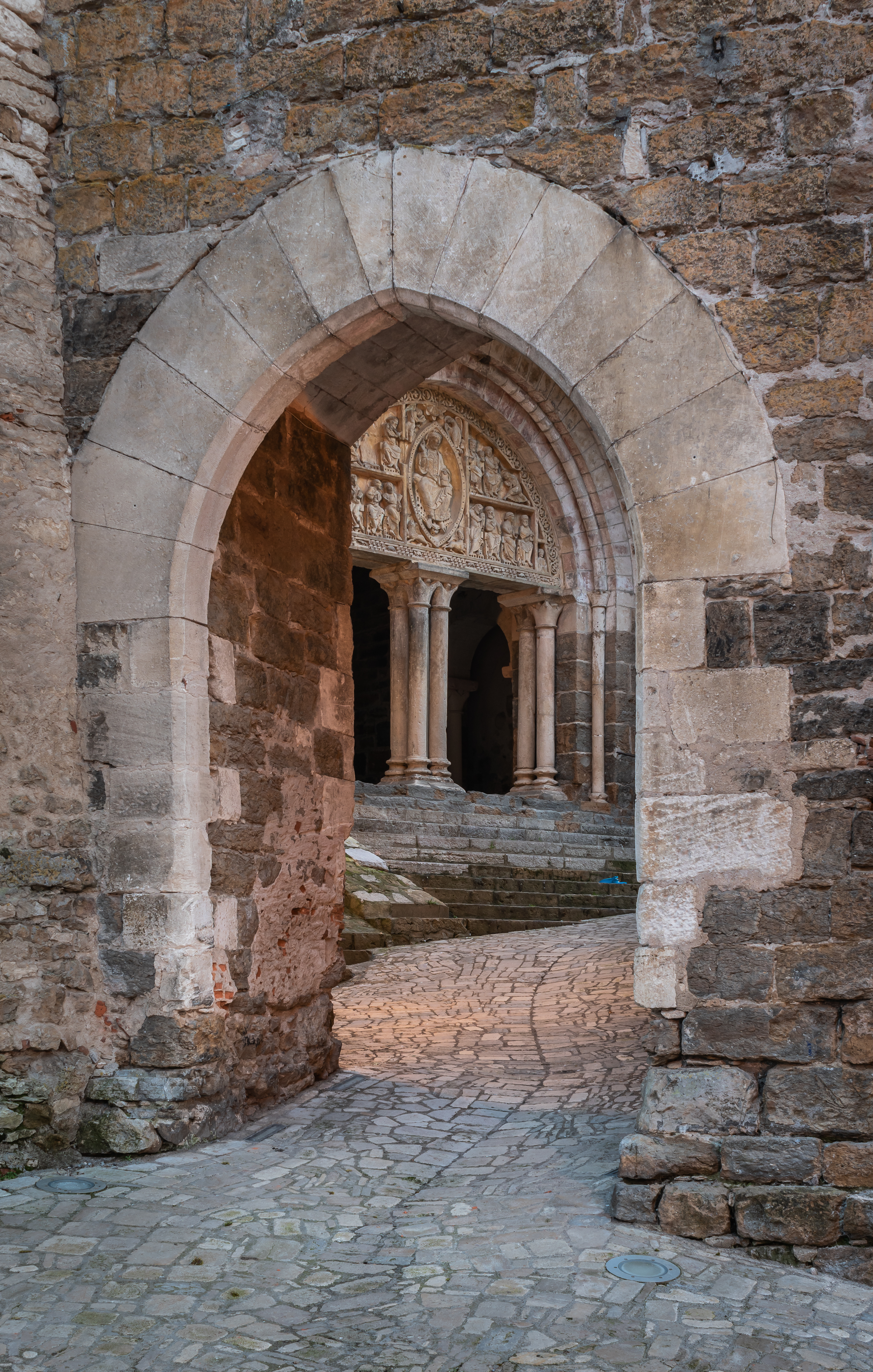
La porte fortifiée du Prieuré.

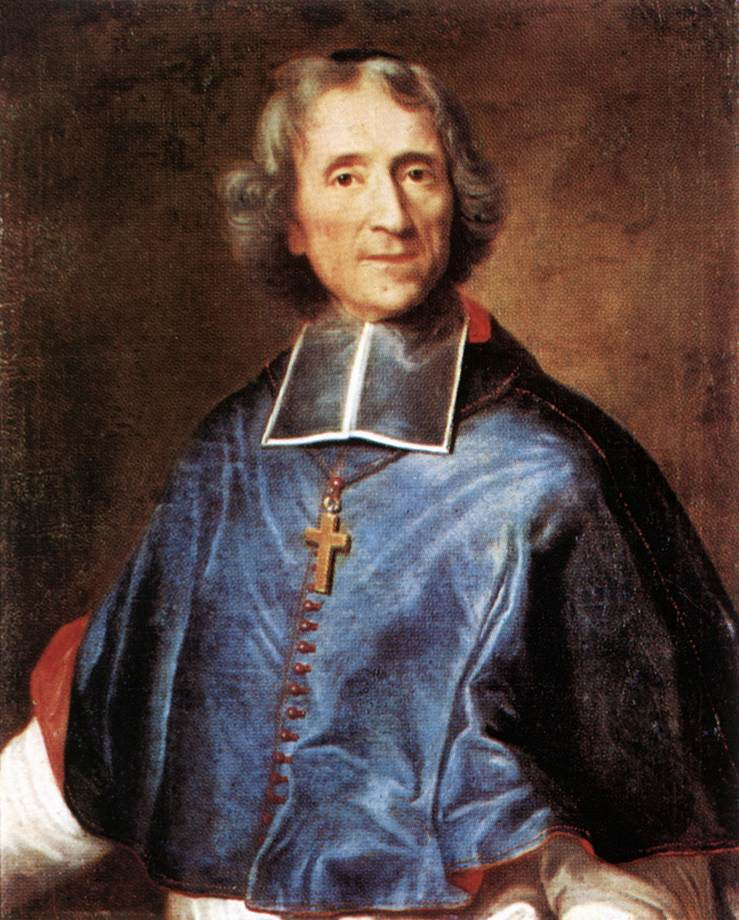
Fénelon

Du temps où il se nommait Carendenacus, Carennac était un village médiéval rassemblé autour d'une église dédiée à saint Sernin et dépendant de l'abbaye de Cluny. Sous l'impulsion de cette grande abbaye, la paroisse devint prieuré et entreprit la construction de l'actuelle église Saint-Pierre, édifice roman du XIe siècle. Le château des Doyens, construit au XVIe siècle, abrita de 1681 à 1685 le célèbre François de Salignac de Lamothe, dit Fénelon, futur archevêque de Cambrai, qui choisit « cet heureux coin de terre » pour écrire Les Aventures de Télémaque.

## Politique et administration

### Finances locales
Cette sous-section présente la situation des finances communales de Carennac.
Pour l'exercice 2013, le compte administratif du budget municipal de Carennac s'établit à  545 000 € en dépenses et 593 000 € en recettes :
En 2013, la section de fonctionnement se répartit en 372 000 €  de charges (924 € par habitant) pour 406 000 € de produits (1 008 € par habitant), soit un solde de 34 000 € (84 € par habitant), :
- le principal pôle de dépenses de fonctionnement est celui des charges de personnels[Note 10] pour  193 000 € (52 %), soit 480 € par habitant, ratio supérieur de 155 % à la valeur moyenne pour les communes de la même strate (188 € par habitant). Sur les 5 dernières années, ce ratio fluctue et présente un minimum de 357 € par habitant en 2009 et un maximum de 483 € par habitant en 2012 ;
- la plus grande part des recettes est constituée de la dotation globale de fonctionnement (DGF)[Note 11] pour une somme de 113 000 € (28 %), soit 282 € par habitant, ratio supérieur de 40 % à la valeur moyenne pour les communes de la même strate (201 € par habitant). Depuis 5 ans, ce ratio fluctue et présente un minimum de 276 € par habitant en 2010 et un maximum de 282 € par habitant en 2013.

Les taux des taxes ci-dessous sont votés par la municipalité de Carennac. Ils ont varié de la façon suivante par rapport à 2012 :
- la taxe d'habitation quasiment constante 9,55 % ;
- la taxe foncière sur le bâti quasiment sans variation 7,97 % ;
- celle sur le non bâti quasiment constante 95,17 %.

La section investissement se répartit en emplois et ressources. Pour 2013, les emplois comprennent par ordre d'importance :
- des dépenses d'équipement[Note 13] pour une valeur de 136 000 € (79 %), soit 338 € par habitant, ratio voisin de la valeur moyenne de la strate. Sur les 5 dernières années, ce ratio fluctue et présente un minimum de 203 € par habitant en 2011 et un maximum de 459 € par habitant en 2010 ;
- des remboursements d'emprunts[Note 14] pour une valeur de 36 000 € (21 %), soit 89 € par habitant, ratio supérieur de 41 % à la valeur moyenne pour les communes de la même strate (63 € par habitant).

Les ressources en investissement de Carennac se répartissent principalement en :
- subventions reçues pour un montant de 70 000 € (37 %), soit 174 € par habitant, ratio supérieur de 83 % à la valeur moyenne pour les communes de la même strate (95 € par habitant). Pour la période allant de 2009 à 2013, ce ratio fluctue et présente un minimum de 29 € par habitant en 2010 et un maximum de 174 € par habitant en 2013 ;
- nouvelles dettes pour un montant de 57 000 € (30 %), soit 141 € par habitant, ratio supérieur de 83 % à la valeur moyenne pour les communes de la même strate (77 € par habitant).

L'endettement de Carennac au 31 décembre 2013 peut s'évaluer à partir de trois critères : l'encours de la dette, l'annuité de la dette et sa capacité de désendettement :
- l'encours de la dette pour une valeur de 388 000 €, soit 964 € par habitant, ratio supérieur de 75 % à la valeur moyenne pour les communes de la même strate (550 € par habitant). Depuis 5 ans, ce ratio augmente de façon continue de 486 € à 964 € par habitant[A2 5] ;
- l'annuité de la dette pour un montant de 48 000 €, soit 119 € par habitant, ratio supérieur de 42 % à la valeur moyenne pour les communes de la même strate (84 € par habitant). Sur les 5 dernières années, ce ratio fluctue et présente un minimum de 86 € par habitant en 2010 et un maximum de 119 € par habitant en 2013[A2 5] ;
- la capacité d'autofinancement (CAF) pour une somme de 58 000 €, soit 143 € par habitant, ratio inférieur de 26 % à la valeur moyenne pour les communes de la même strate (194 € par habitant). Depuis 5 ans, ce ratio fluctue et présente un minimum de 35 € par habitant en 2012 et un maximum de 333 € par habitant en 2011[A2 6]. La capacité de désendettement est d'environ 6 années en 2013. Sur une période de 14 années, ce ratio présente un minimum d'environ un an en 2011 et un maximum élevé d'un montant de 26 années en 2012.

## Démographie
L'évolution du nombre d'habitants est connue à travers les recensements de la population effectués dans la commune depuis 1793. Pour les communes de moins de 10 000 habitants, une enquête de recensement portant sur toute la population est réalisée tous les cinq ans, les populations de référence des années intermédiaires étant quant à elles estimées par interpolation ou extrapolation. Pour la commune, le premier recensement exhaustif entrant dans le cadre du nouveau dispositif a été réalisé en 2007.

En 2022, la commune comptait 426 habitants, en évolution de +4,41 % par rapport à 2016 (Lot : +1,31 %, France hors Mayotte : +2,11 %).
| 1793  | 1800 | 1806  | 1821  | 1831  | 1836 | 1841  | 1846 | 1851 |
| ----- | ---- | ----- | ----- | ----- | ---- | ----- | ---- | ---- |
| 1 195 | 199  | 1 268 | 1 068 | 1 084 | 997  | 1 121 | 111  | 974  |

| 1856  | 1861  | 1866  | 1872  | 1876 | 1881 | 1886 | 1891 | 1896 |
| ----- | ----- | ----- | ----- | ---- | ---- | ---- | ---- | ---- |
| 1 033 | 1 020 | 1 014 | 1 002 | 953  | 903  | 898  | 848  | 835  |

| 1901 | 1906 | 1911 | 1921 | 1926 | 1931 | 1936 | 1946 | 1954 |
| ---- | ---- | ---- | ---- | ---- | ---- | ---- | ---- | ---- |
| 821  | 810  | 741  | 596  | 606  | 611  | 541  | 531  | 501  |

| 1962 | 1968 | 1975 | 1982 | 1990 | 1999 | 2006 | 2007 | 2012 |
| ---- | ---- | ---- | ---- | ---- | ---- | ---- | ---- | ---- |
| 462  | 414  | 388  | 376  | 370  | 373  | 385  | 386  | 406  |

| 2017 | 2022 | - | - | - | - | - | - | - |
| ---- | ---- | - | - | - | - | - | - | - |
| 408  | 426  | - | - | - | - | - | - | - |

Ses habitants sont appelés les Carennacois(es).
Au début du XXe siècle, Carennac comptait 835 habitants.

## Économie

### Revenus
En 2018, la commune compte 201 ménages fiscaux, regroupant 403 personnes. La médiane du revenu disponible par unité de consommation est de 19 160 € (20 740 € dans le département).

### Emploi
|                | 2008  | 2013  | 2018  |
| -------------- | ----- | ----- | ----- |
| Commune        | 7,6 % | 8,5 % | 6,2 % |
| Département    | 7,3 % | 8,9 % | 9,6 % |
| France entière | 8,3 % | 10 %  | 10 %  |

En 2018, la population âgée de 15 à 64 ans s'élève à 212 personnes, parmi lesquelles on compte 79,6 % d'actifs (73,4 % ayant un emploi et 6,2 % de chômeurs) et 20,4 % d'inactifs,. En  2018, le taux de chômage communal (au sens du recensement) des 15-64 ans est inférieur à celui de la France et département, alors qu'en 2008 il était supérieur à celui du département et inférieur à celui de la France.
La commune fait partie de la couronne de l'aire d'attraction de Biars-sur-Cère - Saint-Céré, du fait qu'au moins 15 % des actifs travaillent dans le pôle,. Elle compte 77 emplois en 2018, contre 83 en 2013 et 82 en 2008. Le nombre d'actifs ayant un emploi résidant dans la commune est de 159, soit un indicateur de concentration d'emploi de 48,3 % et un taux d'activité parmi les 15 ans ou plus de 47,8 %.
Sur ces 159 actifs de 15 ans ou plus ayant un emploi, 50 travaillent dans la commune, soit 32 % des habitants. Pour se rendre au travail, 83,5 % des habitants utilisent un véhicule personnel ou de fonction à quatre roues, 0,6 % les transports en commun, 5,1 % s'y rendent en deux-roues, à vélo ou à pied et 10,8 % n'ont pas besoin de transport (travail au domicile).

### Activités hors agriculture
44 établissements sont implantés  à Carennac au 31 décembre 2019. Le tableau ci-dessous en détaille le nombre par secteur d'activité et compare les ratios avec ceux du département,.
| Secteur d'activité                                                                                        | Commune | Commune | Département |
| Secteur d'activité                                                                                        | Nombre  | %       | %           |
| --- | ------- | ------- | ----------- |
| Ensemble                                                                                                  | 44      |         |             |
| Industrie manufacturière, industries extractives et autres                                                | 9       | 20,5 %  | (14 %)      |
| Construction                                                                                              | 8       | 18,2 %  | (13,9 %)    |
| Commerce de gros et de détail, transports, hébergement et restauration                                    | 15      | 34,1 %  | (29,9 %)    |
| Activités immobilières                                                                                    | 1       | 2,3 %   | (3,5 %)     |
| Activités spécialisées, scientifiques et techniques et activités de services administratifs et de soutien | 5       | 11,4 %  | (13,5 %)    |
| Administration publique, enseignement, santé humaine et action sociale                                    | 2       | 4,5 %   | (12 %)      |
| Autres activités de services                                                                              | 4       | 9,1 %   | (8,7 %)     |

Le secteur du commerce de gros et de détail, des transports, de l'hébergement et de la restauration est prépondérant sur la commune puisqu'il représente 34,1 % du nombre total d'établissements de la commune (15 sur les 44 entreprises implantées  à Carennac), contre 29,9 % au niveau départemental.

### Agriculture
La commune est dans la vallée de la Dordogne », une petite région agricole occupant du petite partie (7 communes) du nord du territoire du département du Lot. En 2020, l'orientation technico-économique de l'agriculture  sur la commune est la polyculture et/ou le polyélevage.
|               | 1988 | 2000  | 2010  | 2020 |
| ------------- | ---- | ----- | ----- | ---- |
| Exploitations | 33   | 32    | 22    | 13   |
| SAU (ha)      | 993  | 1 130 | 1 085 | 880  |

Le nombre d'exploitations agricoles en activité et ayant leur siège dans la commune est passé de 33 lors du recensement agricole de 1988  à 32 en 2000 puis à 22 en 2010 et enfin à 13 en 2020, soit une baisse de 61 % en 32 ans. Le même mouvement est observé à l'échelle du département qui a perdu pendant cette période 60 % de ses exploitations,. La surface agricole utilisée sur la commune a également diminué, passant de 993 ha en 1988 à 880 ha en 2020. Parallèlement la surface agricole utilisée moyenne par exploitation a augmenté, passant de 30 à 68 ha.

## Cinéma
Plusieurs films et séries ont été tournés dans la commune en particulier :
- 1995 : série télévisée La Rivière Espérance de Josée Dayan.

## Culture locale et patrimoine

### Lieux et monuments

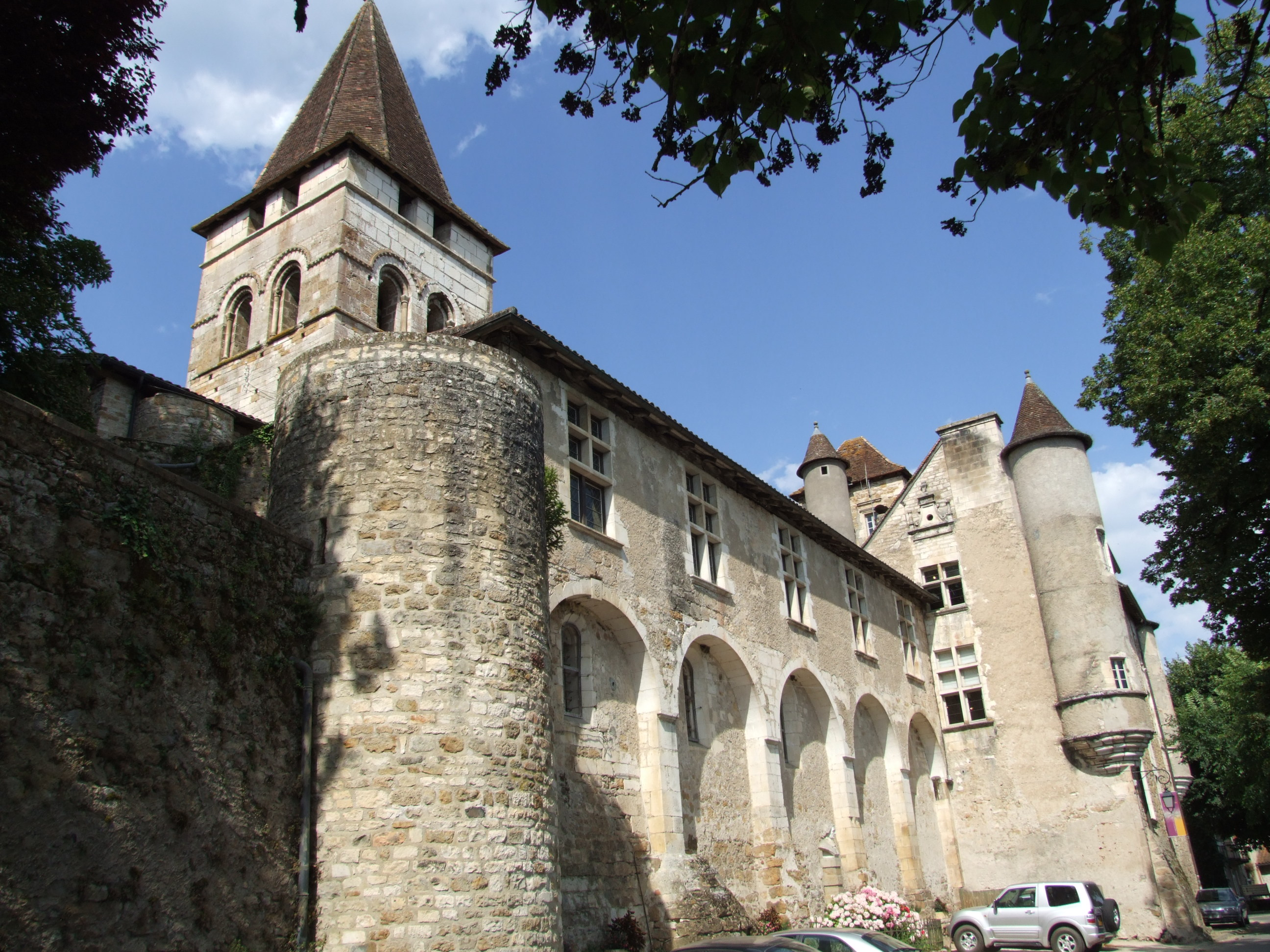
Château des doyens.

Le village de Carennac s'est développé à partir du XIe siècle, après la fondation d'un prieuré-doyenné, de l'ordre de Cluny. Blotti le long des fortifications du monastère, Carennac conserve bien des aspects du Moyen Âge. Son église Saint-Pierre est un édifice roman doté d'un tympan du XIIe siècle. Son cloître, rebâti au XVe siècle après la guerre de Cent Ans, abrite dans sa salle capitulaire la Mise au tombeau, une sculpture de la fin du XVe siècle.
Au XVIe siècle, la construction du château des Doyens est réalisée avec sa façade en pierre blanche du pays, les fenêtres à meneaux, les lucarnes sculptées. Le château est un des éléments du prieuré-doyen de Carennac, construit au XVIe siècle pour être un logement prestigieux du doyen. Salles et galeries sont organisées sur quatre niveaux autour d'un escalier, large et imposant.

### Le château des Doyens

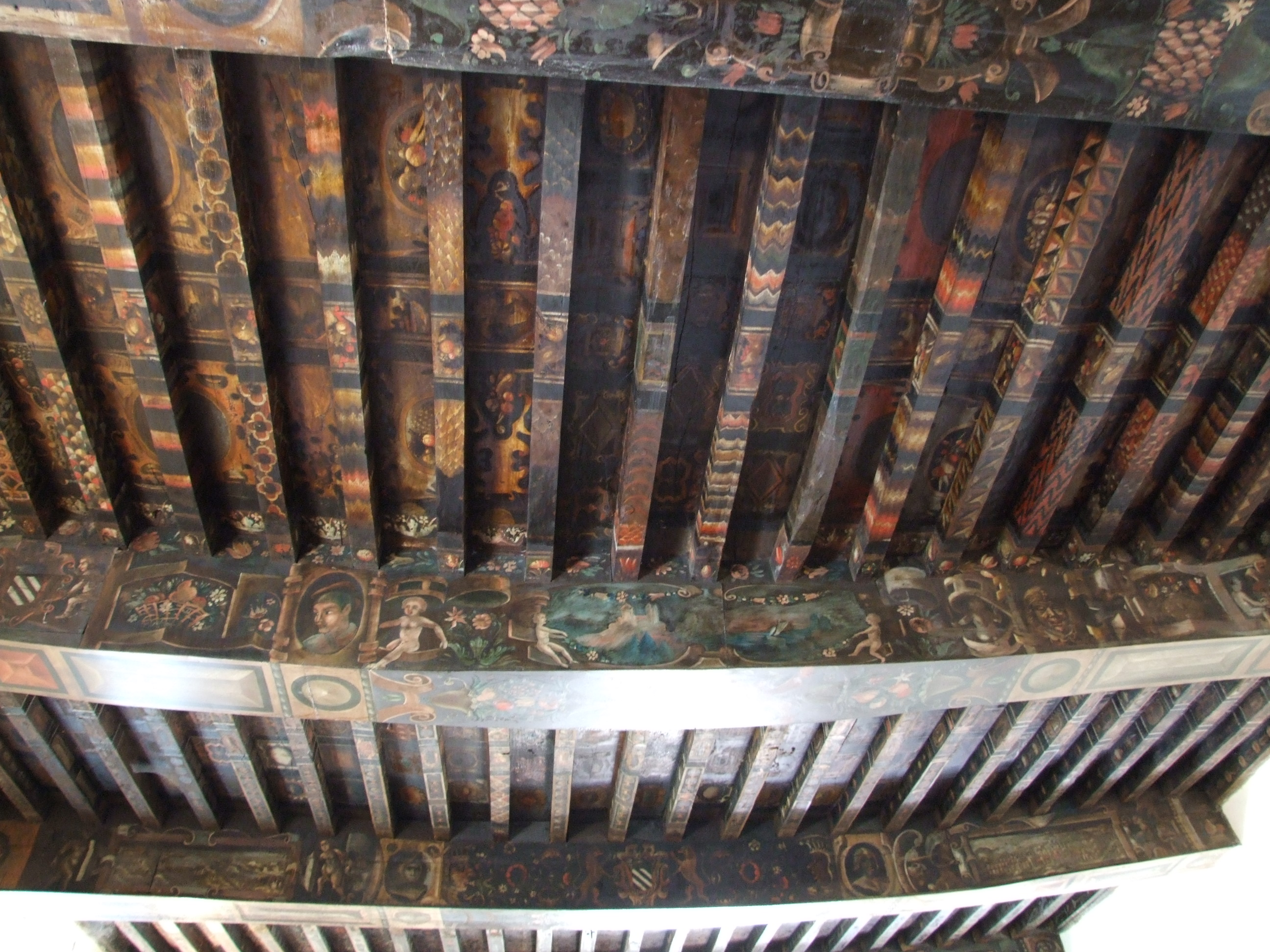
Plafond de la salle d'apparat.

Le château des Doyens est un quadrilatère de 20 m sur 10, datant du XVIe siècle, il s'agit d'une demeure privée, construite en pierre de taille, comprenant, avec les combles, trois étages d'appartements. Un escalier à vis dessert toute la hauteur du bâtiment. Au premier étage se trouve la salle d'apparat, la mieux conservée à l'heure actuelle. Le plafond à poutrelles saillantes du XVIIe siècle est peint de rinceaux, de fleurettes, de paniers et de divers sujets mythologiques. Le château abrite à présent l'espace patrimoine du pays d'art et d'histoire de la vallée de la Dordogne. Il présente une exposition permanente en accès libre, qui permet de découvrir la richesse naturelle, patrimoniale et architecturale de ce pays labellisé « Pays d'art et d'histoire » par le ministère de la culture. Le château des doyens a été classé monument historique le 2 février 1938.

### L'église Saint-Pierre de Carennac

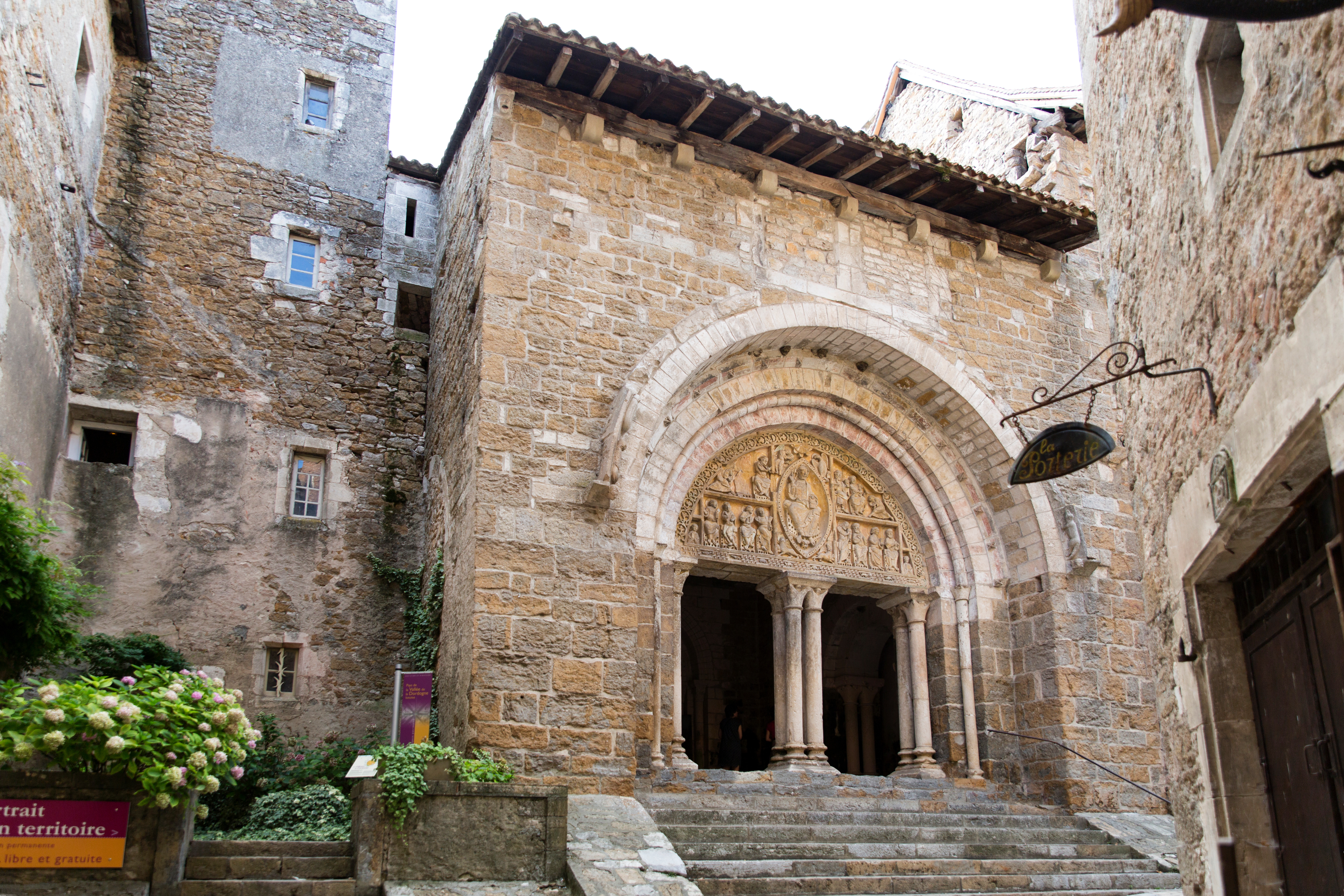
Tympan de l'église Saint-Pierre.

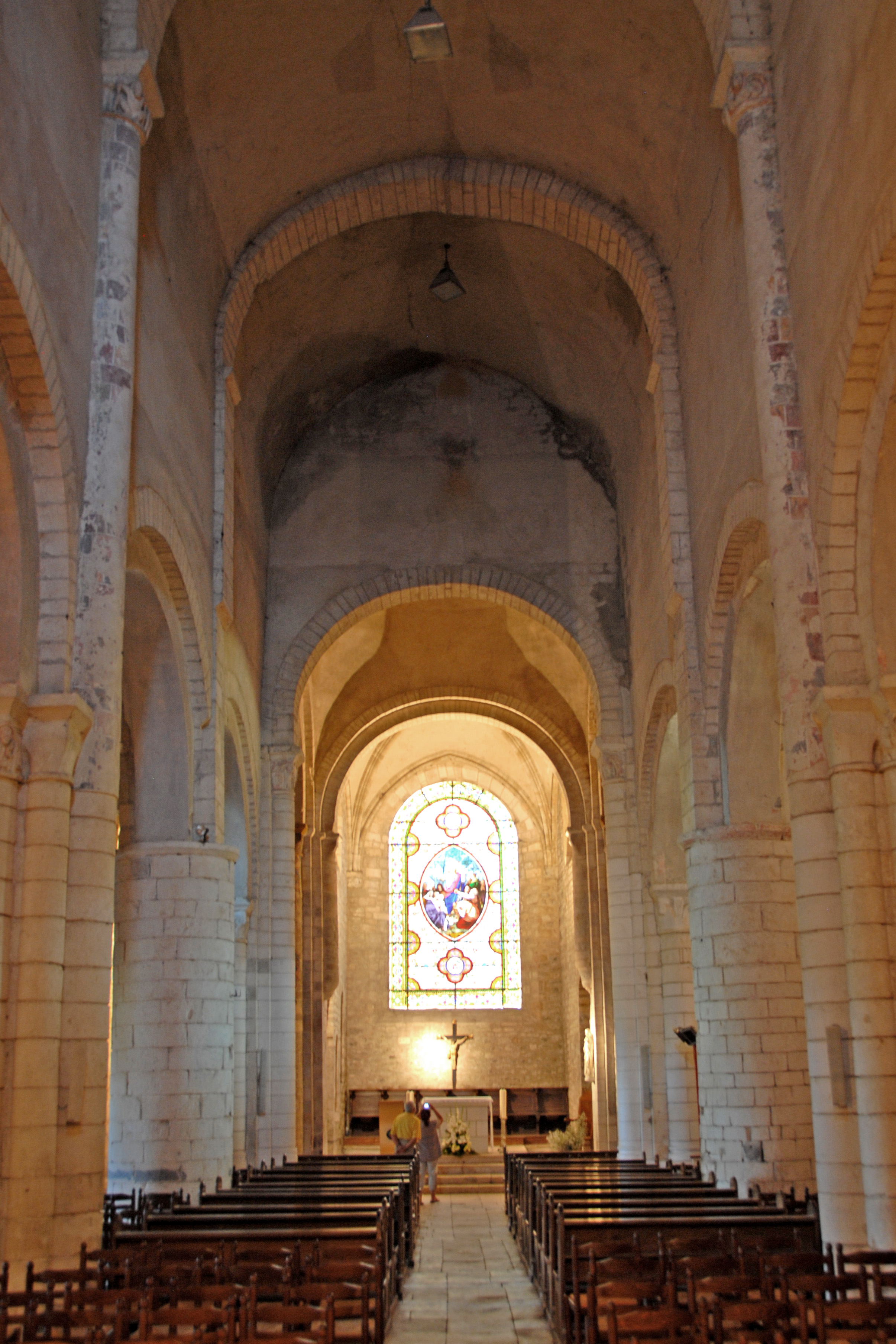
Interieur de l'Église.

L'église Saint-Pierre est une construction romane de la fin du XIe siècle augmentée au milieu du XIIe d'un porche orné d'un tympan sculpté. Ce tympan repose latéralement sur un faisceau de quatre colonnes faisant office de trumeau. Il offre aux regards une vision symbolique de la fin des temps. Occupant toute la hauteur du tympan, le Christ en majesté tenant le Livre et bénissant, est assis sur un trône richement orné. Les symboles des quatre évangélistes l'entourent tandis que les apôtres, répartis sur deux registres, contemplent la vision céleste. L'église comprend trois nefs séparées par d'épais piliers, plus une rangée de chapelles sur le côté nord. Elle possède une trentaine de chapiteaux sculptés d'entrelacs et de palmettes. Un clocher roman, carré, s'élève au-dessus de la croisée du transept. En 1977, dans un bâtiment conventuel attenant au cloître, a été découverte une peinture murale datant du tournant des XVe-XVIe siècles, qui illustre le Dit des trois morts et des trois vifs : elle montre trois jeunes gentilshommes interpellés dans un cimetière par trois morts, qui leur rappellent la brièveté de la vie et l'importance du salut de leur âme,. L'église Saint-Pierre a été classée monument historique par arrêté du 2 mai 1893.

#### Le cloître
Lieu de méditation pour les moines, il se compose de deux parties d'époques différentes  la partie attenant à l'église romane avec ses baies géminées date du XIIe siècle. Les trois autres galeries furent reconstruites en style gothique flamboyant au XVe siècle. Chaque galerie est ouverte par des baies à remplages. On y trouve la salle capitulaire, où se réunissaient les moines, qui a été remaniée à plusieurs époques, avant de servir de citerne pendant près de deux siècles. Elle a récemment été restaurée et abrite une Mise au tombeau de la fin du XVe siècle, des bas-reliefs du XVe siècle représentant la Passion du Christ, et une série de statues de saint(e)s de facture plus populaire. Le cloître a été classé monument historique au 18 avril 1914.

#### La Mise au tombeau
Cette Mise au tombeau date de la fin du XVe siècle. Elle se caractérise par la douloureuse expression des personnages, grandeur naturelle, au centre desquels se trouve la Vierge Marie qui pleure, soutenue par saint Jean, Marie, épouse de Cléophas, Marie-Salomé et Marie-Madeleine. Le Christ, dont le visage est empreint de douceur, est étendu sur une table de pierre. Le linceul est soutenu par Joseph d'Arimathie, à droite, et Nicodème, à gauche, les deux disciples qui détachèrent de la Croix le corps du Christ et l'ensevelirent.

### Maisons classées ou inscrites
- La maison contiguë à la porte fortifiée du château (de l'ancien prieuré) par arrêté du 2 février 1938[56].
- Une maison dont la cheminée du XVIe siècle est inscrite par arrêté du 21 octobre 1925[57].

### Autres

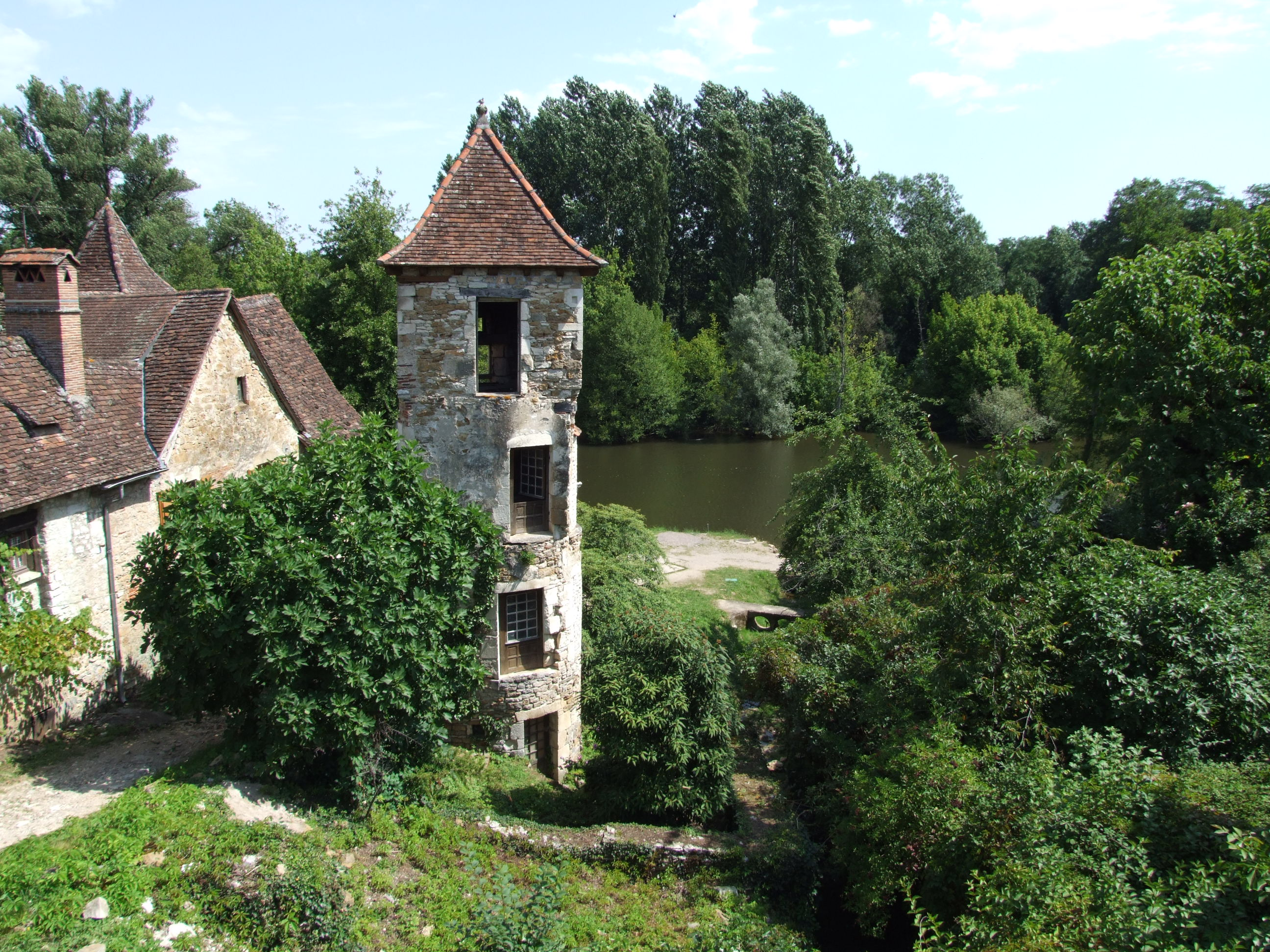
Tour d'escalier

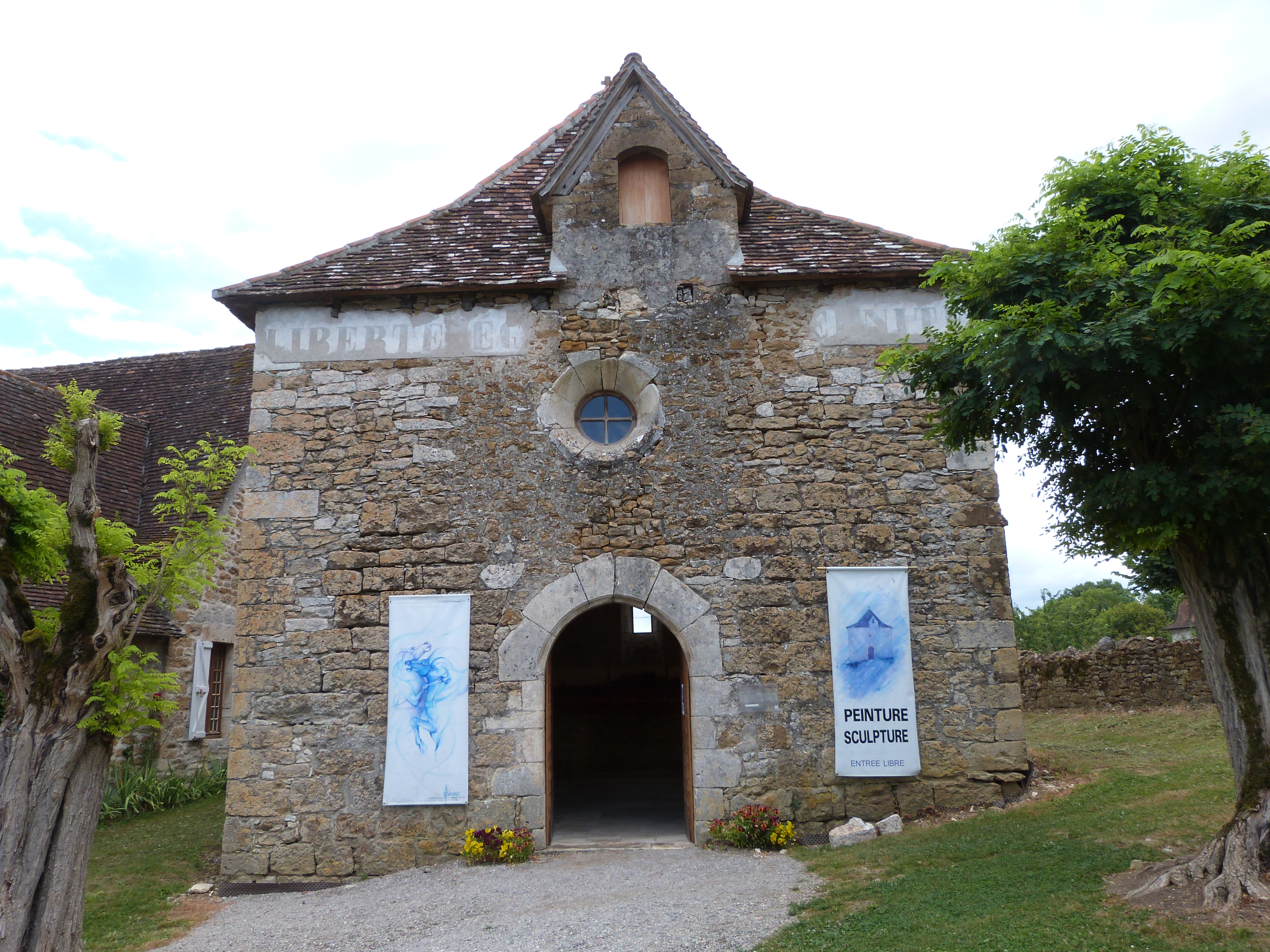
Chapelle Notre-Dame de Carennac

Le village de Carennac conserve de nombreuses maisons du XVe et XVIe siècles. On peut également remarquer une tour d'escalier du XVIe siècle, située non loin d'un pont sur le Méderic, face à l'île de Calypso.
- Dolmen des Igues de Magnagues : 44° 53′ 12″ N, 1° 43′ 53″ E
- Dolmens du Noutary : 2 dolmens ; le dolmen no 1 est un dolmen à vestibule disposant d'une très grande table (4 mètres de long pour 2,30 mètres de large) creusée en surface d'un petit bassin (0,40 mètre de diamètre et 0,28 mètre de profondeur). 44° 54′ 09″ N, 1° 42′ 31″ E 44° 54′ 23″ N, 1° 42′ 23″ E.
- Église Saint-Laurent de Magnagues.
- Chapelle Notre-Dame de Carennac.

### Personnalités liées à la commune
- la famille Dunoyer de Segonzac originaire de la commune ;
- François de Pons de Salignac de La Mothe-Fénelon, dit Fénelon (né le 6 aout 1651) : l'île de Télémaque, entre deux bras de la Dordogne en face de Carennac, lui doit son nom puisque c'est en l'église de Carennac qu'il aurait écrit son œuvre du même titre ;
- Charles Dunoyer, juriste et économiste ;
- George Hiller ;
- Georges-Émile Lebacq, peintre ayant eu une période Quercynoise.

## Héraldique
| Blason de Carennac | Blason  | Échiqueté d'or et d'azur de six tires, au franc-quartier de sable. |
| Blason de Carennac | Détails | Le statut officiel du blason reste à déterminer.                   |